# Ібрагім Рабіу
Ібрагім Рабіу (англ. Ibrahim Rabiu; нар. 15 березня 1991, Кано) — нігерійський футболіст, півзахисник клубу «Слован» (Братислава).

## Клубна кар'єра
Ібрахім розпочав займатись футболом на батьківщині в клубі «Гейтвей Юнайтед». Влітку 2007 року він перейшов до лісабонського «Спортінга», сума трансферу склала 450 тис. євро. Ним також цікавилися англійські «Арсенал», «Челсі», «Манчестер Юнайтед» та «Ліверпуль», але Рабіу вибрав «левів».
Наприкінці 2007 року Рабіу був включений World Soccer до списку 50 найцікавіших підлітків-футболістів, а в березні наступного року він був представлений InsideFutbol.com у статті про молодих африканських футболістів, включаючи Еммануеля Адебайора, Маріо Балотеллі і Джона Обі Мікела. У січні 2009 року він з'явився у списку Goal.com10 африканських гравців, за якими варто спостерігати,  та у списку 50 найкращих висхідних зірок The Times Football. Тим не менш за основний склад «Спортінга» Рабіу так і не дебютував (виступаючи лише на правах оренди в клубі третього дивізіону «Реал» (Келуш)), покинувши клуб у статусі вільного агента 2010 року.
На початку 2011 року на правах вільного агента перейшов до нідерландського ПСВ, підписавши трирічний контракт. 28 серпня в матчі проти «Ексельсіора» Ібрагім дебютував в Ередивізі, замінивши у другому таймі Закарію Лаб'яда. 21 вересня у поєдинку Кубка Нідерландів проти ВВСБ він забив свій перший гол за ПСВ. У грудні 2011 року агент Рабіу досяг взаємної угоди з ПСВ про розірвання контракту гравця через відсутність постійної ігрової практики.
На початку 2012 року Рабіу перейшов до шотландського «Селтіка», підписавши контракт на три з половиною роки. 3 травня в матчі проти «Сент-Джонстона» він дебютував у шотландській Прем'єр-лізі, замінивши в другому таймі Кріса Коммонса. У тому сезоні це був єдиний матч Ібрагіма за першу команду, тим не менш він став з «кельтами» чемпіоном Шотландії.

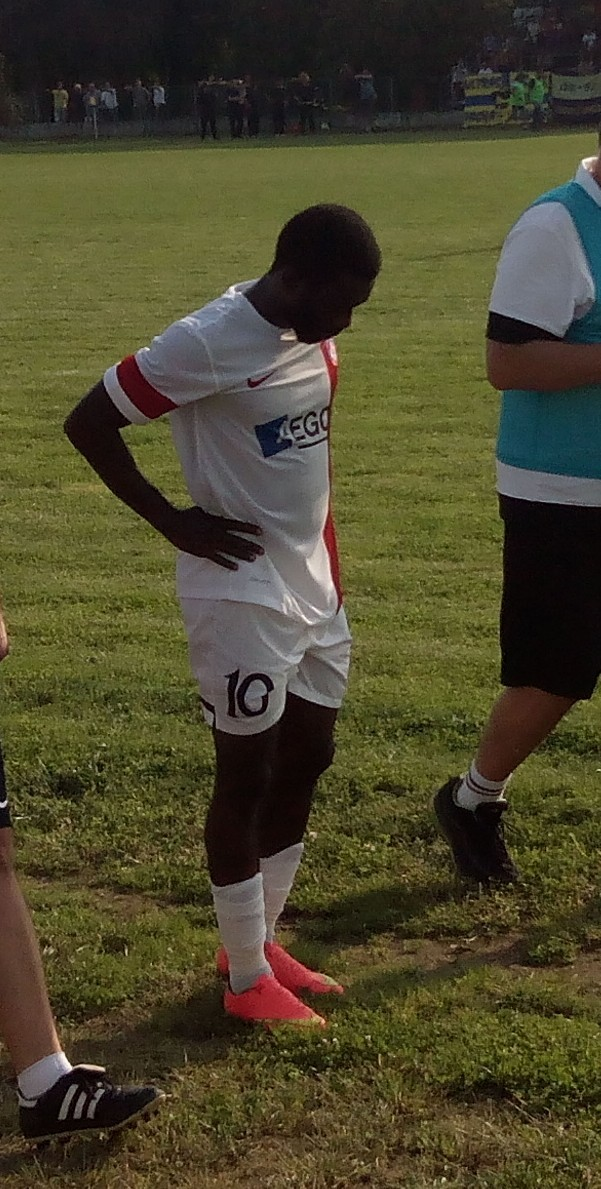
Рабіу під час виступів за «Тренчин». 2014 рік.

На початку 2013 року в пошуках ігрової практики Рабіу залишив «Селтік» і у статусі вільного агента приєднався до «Кілмарнока». 27 січня в матчі проти «Данді» він дебютував за нову команду. 19 жовтня 2013 року Рабіу втратив свідомість у першій половині матчу чемпіонату проти «Росс Каунті» і був доставлений до сусідньої лікарні Кроссхаус. Більше нігерієць за команду не грав і у січні наступного року разом із співвітчизником Рубеном Габріелем покинув клуб.
У червні 2014 року Ібрагім перейшов до словацького «Тренчина», підписавши з командою трирічну угоду. 10 серпня в матчі проти « Ружомберока» (1:1) він дебютував у чемпіонаті Словаччини, замінивши Матуша Опатовського на останні двадцять дві хвилини матчу. 28 лютого в поєдинку проти «Дукли» (2:0) Рабіу забив свій перший гол за «Тренчин». З новим клубом Ібрагім у першому ж сезоні став чемпіоном та володарем Кубка Словаччини, забивши в тому числі гол у фіналі кубка проти «Сениці» (2:2, 3:2 пен.). Наступного сезону він знову виграв з командою «золотий дубль» та був включений до символічної збірної чемпіонату.
Влітку 2016 року він перейшов до бельгійського «Гента», підписавши з клубом трирічний контракт. 11 вересня 2016 року у матчі проти «Локерена» (3:0) він дебютував у Лізі Жюпіле. Зрештою, Рабіу з'явився лише у восьми іграх за «Гент» у сезоні 2016/17.
У червні 2017 року повернувся до Словаччини, де підписав чотирирічний контракт зі «Слованом» (Братислава). Ціна трансферу склала 1 мільйон євро, що зробило Рабіу найдорожчим гравцем у чемпіонаті Словаччини на той час.  Нігерієць дебютував за «Слован» 19 серпня 2017 року в п'ятому турі чемпіонату в дербі проти «Спартака» з Трнави (2:1), зігравши 74 хвилини. У листопаді 2017 року він переніс операцію після травми гомілковостопного суглоба і знову приєднався до команди на зимових тренуваннях 2017/18. Свій перший гол у чемпіонаті забив за команду 22 квітня 2018 року в гостьовому поєдинку зі своїм колишнім клубом «Тренчином» (3:1). 1 травня 2018 року зіграв за «Слован» у фіналі Кубка Словаччини в Трнаві проти «Ружомберока», в якому «Слован» переміг свого суперника з рахунком 3:1, завдяки чому Ібрагім здобув перший трофей з братиславцями. Надалі він залишився основним гравцем і допоміг команді чотири рази поспіль виграти чемпіонат Словаччини у 2019—2022 роках, встановивши таким чином рекорд ліги, а в 2020 і 2021 роках вигравав з клубом і національний кубок.

## Міжнародна кар'єра
У 2007 році у складі юнацької збірної Нігерії Рабіу виграв чемпіонат Африки серед юнаків до 17 років 2007 року, що проходив у Того, і двічі забив Еритреї (8:0) на груповому етапі. Цей результат дозволив нігерійцям поїхати на юнацький чемпіонату світу в Південній Кореї. Там Ібрагім, якого прозвали новим Джей-Джей Окочею, зіграв у всіх семи іграх і забив гол у першій грі проти Франції (2:1), допомігши команді стати чемпіоном світу.
У віці 16 років Рабіу був включений до заявки старшої команди німецьким тренером Берті Фогтсом на Кубку африканських націй 2008 року разом зі своїм товаришем по юнацькій збірній до 17 років Лукманом Аруною, однак травма паху не дозволила йому взяти участь у турнірі.
У 2009 році у складі молодіжної збірної Нігерії Рабіу здобув бронзу на молодіжному чемпіонаті Африки в Руанді, завдяки чому команда потрапила на молодіжний чемпіонаті світу 2009 року в Єгипті. На турнірі він зіграв у матчах проти команд Іспанії, Таїті та Німеччини і у поєдинку 1/8 фіналу проти німців забив гол, втім його команда програла 2:3 і покинула турнір.
2015 року Ібрагім провів 5 матчів за національну збірну Нігерії, після чого перестав викликатись до її складу.

## Досягнення
Командні
 «Селтік»
- Чемпіон Шотландії: 2011–12

 «Тренчин»
- Чемпіон Словаччини: 2014–15, 2015–16
- Володар Кубка Словаччини: 2014–15, 2015–16

 «Слован» (Братислава)
- Чемпіон Словаччини: 2018–19, 2019–20, 2020–21, 2021–22
- Володар Кубка Словаччини: 2017–18, 2020–21, 2019–20, 2020–21

 Нігерія
- Чемпіон Африки (U-17): 2007
- Юнацький чемпіон світу: 2007
- Бронзовий призер молодіжного чемпіонату Африки: 2009

## Зноски
1. ↑  Transfermarkt.de — 2000.
2. ↑  FBref
3. ↑  Oferta pública de subscrição – Prospecto [Public offer for subscription – Prospect] (PDF) (порт.). Sporting CP. 10 грудня 2010. Процитовано 13 січня 2011.
4. ↑  Arsenal, interest for Rabiu Ibrahim; Football Press, 7 October 2007
5. ↑  Fergie chases Rabiu [Архівовано 2018-12-03 у Wayback Machine.]; Дейлі міррор, 20 September 2007
6. ↑  Papers: Boss eyes whizz-kid; Manchester United, 20 September 2007
7. ↑  Top 50 Most Exciting Teen Footballers (2007); Soccer Lens, 29 November 2007
8. ↑  African players with eyes on world domination; Inside Futbol, March 2008
9. ↑  Ten African players to watch in 2009; Goal, 1 January 2009
10. ↑  Football's top 50 rising stars [Архівовано 2011-06-29 у Wayback Machine.]; Таймс, 12 January 2009
11. ↑  PSV legt transfervrije stagiair Ibrahim lang vast (PSV capture transfer-free intern Ibrahim for a long time); Voetbal International, 11 March 2011 (in Dutch)
12. ↑  ПСВ VS. Ексельсіор 6:1 (рос.). soccerway.com. 28 серпня 2011.
13. ↑  ВВСБ VS. ПСВ 0:8 (рос.). soccerway.com. 21 вересня 2011.
14. ↑  PSV en jeugdinternational Ibrahim alweer uit elkaar; Soccer News, 26 December 2011
15. ↑  Ibrahim signs Celtic contract. FIFA. 19 січня 2012. Архів оригіналу за 20 січня 2012. Процитовано 19 січня 2012.
16. ↑  Селтік VS. Сент-Джонстон 1:0 (рос.). soccerway.com. 3 травня 2012.
17. ↑  Kilmarnock have signed Celtic midfielder Rabiu Ibrahim. Sky Sports. 2 січня 2013. Процитовано 2 січня 2013.
18. ↑  Данді VS. Кілмарнок 0:0 (рос.). soccerway.com. 27 січня 2013.
19. ↑  Kilmarnock star Rabiu Ibrahim still in hospital after collapsing in Rugby Park win over Ross County. Daily Record. 21 жовтня 2012. Процитовано 6 січня 2014.
20. ↑  Nigerian Gabriel Reuben released by Kilmarnock. BBC Sport. 2 січня 2014. Процитовано 6 січня 2014.
21. ↑  Rabiu Lawrence a Edmond podpisali s Trencinom trojrocne zmluvy. profutbal.sk (словац.). Архів оригіналу за 22 червня 2022. Процитовано 13 червня 2020. [Архівовано 2020-06-13 у Wayback Machine.]
22. ↑  Ружомберок VS. Тренчин 1:1 (рос.). soccerway.com. 10 серпня 2014.
23. ↑  Тренчин VS. Дукла Банська Бистриця 2:0 (рос.). soccerway.com. 28 лютого 2015.
24. ↑  Titul pre Trenčín, pomohlo mu zaváhanie Žiliny, Slovan do EL | ProFutbal.sk. web.archive.org. 19 січня 2018. Архів оригіналу за 19 січня 2018. Процитовано 22 червня 2022. [Архівовано 2018-01-19 у Wayback Machine.]
25. ↑  Futbalisti AS Trenčín jednoznačne zdolali Slovan a obhájili titul. sportnet.sme.sk (словац.). Процитовано 22 червня 2022.
26. ↑  Najväčší prestup v histórii Slovenska: Rabiu do Slovana!. www.skslovan.com (словац.). Процитовано 22 червня 2022.
27. ↑  Ďalší výpredaj Trenčína. Dvojica opôr odchádza do Belgicka. sportnet.sme.sk (словац.). Процитовано 22 червня 2022.
28. ↑  Reportáž ze zápasu KAA Gent - KSC Lokeren: statistiky, reportáž - EuroFotbal.cz. www.eurofotbal.cz. Процитовано 22 червня 2022.
29. ↑  Jeho prestup do Slovana bol rekordný. Bolo to ako prísť domov, vraví Rabiu. sportnet.sme.sk (словац.). Процитовано 22 червня 2022.
30. ↑  Spartak Trnava - Slovan Bratislava 1:2. EuroFotbal.cz. Процитовано 22 червня 2022.
31. ↑  AS Trenčín - Slovan Bratislava 1:3. EuroFotbal.cz. Процитовано 22 червня 2022.
32. ↑  M4JSTRI!. www.skslovan.com (словац.). Процитовано 22 червня 2022.
33. ↑  African U17 round-up; BBC Sport, 11 March 2007
34. ↑  Nigeria (NGA); at FIFA
35. ↑  The burden of Okocha's heir – Rabiu Ibrahim looks to a brighter Nigeria career. Goal. 12 червня 2015. Процитовано 8 вересня 2015.
36. ↑  Vogts dumps Anichebe — Picks Haruna Lukman, Rabiu Ibrahim; All Africa, 12 December 2007
37. ↑  Rabiu gets Super Eagles recall; All Africa, 23 September 2009
38. ↑  Іигерія (до 20) VS. Іспанія (до 20) 0:2 (рос.). soccerway.com. 28 вересня 2009.
39. ↑  Таїті (до 20) VS. Нігерія (до 20) 0:5 (рос.). soccerway.com. 1 жовтня 2009.
40. ↑  Німеччина (до 20) VS. Нігерія (до 20) 3:2 (рос.). soccerway.com. 7 жовтня 2009.
41. ↑  FIFA U20 World Cup Egypt 2009 - Germany 3:2 (0:0) Nigeria - Report - FIFA.com. web.archive.org. 18 травня 2014. Архів оригіналу за 18 травня 2014. Процитовано 22 червня 2022.